# تيلورات

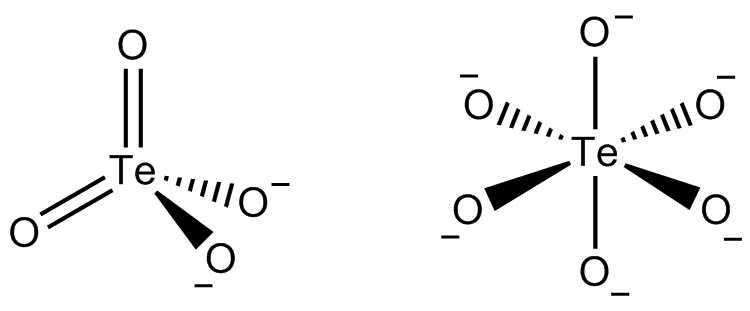
بنية أنيون أورثو-تيلورات (يمين) وأنيون ميتا-تيلورات (يسار).

تيلورات هي أنيونات تتكون من عنصري التيلوريوم والأكسجين (أنيون أكسجيني)؛ ويكون فيها عنصر التيلوريوم بحالة أكسدة مقدارها +6. يوجد هناك شكلان من أنيونات التيلورات، وهي ميتا-تيلورات
4−TeO2 و أورثو-تيلورات 6−TeO6.
يمكن أن يقابل التيلورات كاتيونات مختلفة لتتشكل كيميائياً أملاح حمض التيلوريك؛ وهي أملاح لاعضوية متعددة الذرات تكون فيها ذرة التيلوريوم ذرة مركزية فيها.
تمتاز أملاح التيلورات بخواصها المؤكسدة حيث يسهل اختزالها إلى أملاح التيلوريوم الرباعي.